# سيرجيو رومانو
سيرجيو رومانو (بالإيطالية: Sergio Romano)‏ (28 سبتمبر 1987 روما إيطاليا - ) هو لاعب كرة قدم إيطالي.

## روابط خارجية
- سيرجيو رومانو على موقع الاتحاد الأوربي (الإنجليزية)